# Тубна
Ту́бна (араб. تُبْنَة‎) — небольшой город, расположенный в южной части Сирии в долине Хавран около города Даръа.
Находится в 58 км к югу от Дамаска и в 42 км к северу от Даръа. Вблизи находится город Хабаб.

## Топографические карты
- Лист карты I-37-XXV.